# Кальден
Кальден (нім. Calden) — сільська громада в Німеччині, знаходиться в землі Гессен. Підпорядковується адміністративному округу Кассель. Входить до складу району Кассель.
Площа — 54,84 км2. Населення становить 7499 ос. (станом на 31 грудня 2020).